# Futari
Pour plus de détails, voir Fiche technique et Distribution.
Futari (ふたり, litt. « Deux personnes ») est un film japonais réalisé par Nobuhiko Ōbayashi et sorti en 1991.

## Synopsis
Mika est une jeune fille timide, un peu désordonnée et réservée, qui a toujours vécu dans l’ombre de sa grande sœur adorée Chizuko, aux multiples talents et aimée de tous. Mais un jour Chizuko meurt sous les yeux de Mika dans un terrible accident, percutée par un camion transportant des rondins de bois dont les freins ont lâché.
Mika peine à faire sa place dans la cellule familiale aux côtés d’un père amené à s’absenter régulièrement pour son travail et d’une mère fragile qui ne se remet pas de la mort de sa fille ainée.
Quand un pervers s’en prend à Mika un soir, elle a la surprise de voir apparaitre le fantôme de Chizuko qui lui désigne la pierre qui va lui permettre d’assommer son assaillant. Le fantôme de Chizuko sera désormais présent pour soutenir et aider Mika à prendre confiance en elle et à montrer aux autres ses capacités.

## Fiche technique
- Titre original : ふたり (Futari?)
- Titre français : Deux[1]
- Titres anglais : Chizuko's Younger Sister[2]
- Réalisation : Nobuhiko Ōbayashi
- Scénario : Chiho Katsura (ja), d'après un roman Futari (ふたり?) de Jirō Akagawa
- Photographie : Shigeichi Nagano
- Musique : Joe Hisaishi
- Direction artistique : Kazuo Satsuya (ja)
- Producteurs : Kuniyoshi Kawashima, Kyōko Ōbayashi et Shuji Tanuma
- Sociétés de production : Galuk, PSC, NHK
- Société de distribution : Shōchiku
- Pays d'origine :  Japon
- Langue originale : japonais
- Format : couleur - 1,85:1 - 35 mm - stéréo
- Genres : Film fantastique ; drame
- Durée : 150 minutes[3]
- Date de sortie :
  - Japon : 11 mai 1991[3]
  - États-Unis : 18 octobre 1991[2]

## Distribution
- Hikari Ishida : Mika Kitao
- Tomoko Nakajima : Chizuko Kitao, sa sœur
- Sumiko Fuji : Haruko Kitao, leur mère
- Ittoku Kishibe : Yuichi Kitao, leur père
- Tomoka Shibayama (ja) : Mako Hasebe, l'amie de Mika
- Wakaba Irie : sa mère
- Bengal (ja) : son père
- Toshinori Omi (en) : Tomoya Kaminaga
- Yuri Nakae (ja) : Mariko Maeno, une lycéenne
- Kazuko Yoshiyuki : sa mère
- Etsuko Nami (ja) : une enseignante
- Naoto Takenaka : médecin psychologue

## Autour du film
Nobuhiko Ōbayashi situe l'action de ce film dans sa ville natale d'Onomichi.

## Récompenses
Sauf indication contraire, les informations mentionnées dans cette section peuvent être confirmées par la base de données cinématographiques IMDb,  présente dans la section « Liens externes ».
- 1991 : Hōchi Film Award de la meilleure nouvelle actrice pour Hikari Ishida[5]
- 1991 : Nikkan Sports Film Award du meilleur nouveau talent pour Hikari Ishida
- 1992 : prix de la révélation de l'année pour Hikari Ishida et de la meilleure musique pour Joe Hisaishi aux Japan Academy Prize[6]
- 1992 : prix Blue Ribbon de la meilleure nouvelle actrice pour Hikari Ishida
- 1992 : prix Kinema Junpō de la meilleure nouvelle actrice pour Hikari Ishida
- 1992 : grand prix Sponichi du nouveau talent pour Hikari Ishida et de la prix meilleure musique pour Joe Hisaishi aux prix du film Mainichi[7]
- 1992 : prix de la meilleure nouvelle actrice pour Hikari Ishida et de la meilleure musique pour Joe Hisaishi au festival du film de Yokohama